# Průhonice
Průhonice település Csehországban, Nyugat-prágai járásban. Průhonice Jesenice, Dobřejovice, Čestlice és Prága településekkel határos. Lakosainak száma 2822 fő (2024. január 1.).

## Népesség
A település lakosságának változását az alábbi diagram mutatja:
| Lakosok száma | 722  | 872  | 909  | 1041 | 1586 | 1948 | 2805 | 2853 | 2641 | 2822 |
|               | 1869 | 1890 | 1921 | 1950 | 1980 | 2001 | 2017 | 2019 | 2022 | 2024 |